# Boileau-Narcejac
Boileau-Narcejac, a francia bűnügyi regényíró-páros Pierre Boileau (1906. április 28. – 1989. január 6.) és Pierre Ayraud, azaz Thomas Narcejac (1908. július 3. – 1998. június 7.) közösen használt írói álneve. 

## Életrajzaik

### Pierre Louis Boileau
Párizsban született, szülei Léon és Maria Boileau voltak. Tanulmányai a kereskedelmi pályára készítették fel, de már gyermekkorában nagy rajongója volt a detektívirodalomnak. Több foglalkozása is volt, miközben több novellát is közölt a különböző lapokban. Ezután egy regénysorozatot írt, amelynek főszereplője André Brunel, a különösen nehéz ügyekre szakosodott magándetektív volt. Le repos de Bacchus című regénye 1938-ban elnyerte a rangos Prix du Roman d'Aventures díjat. 1939-ben feleségül vette Josette Baudin-t. A második világháborúban besorozták, 1940 júniusában fogságba esett. Két évet töltött egy hadifogolytáborban, ahol megismerkedett Jean-Paul Sartre-val. Egészségi állapota miatt szabadon engedték, 1942-ben visszatért Párizsba, ahol a Secours National-nál, egy hátrányos helyzetűeket segítő szervezetnél lett szociális munkás. Munkája magában foglalta a börtönök látogatását és a bűnözők kihallgatását is. 1945-ben folytatta írói pályafutását a L’Assassin vient les mains vides című munkával. 1945 és 1947 közt több sikeres rádiós sorozat forgatókönyvét is megírta.

### Pierre Ayraud
Rochefortban született, családja tengerészettel foglalkozott. Egy gyermekkori balesetben egyik szemét elvesztette, ezért nem tudott tengerészeti vállalkozásba kezdeni. Fiatalon sokat horgászott a Charente-folyón St. Thomas és Narcejec falvak közelében, innen vette írói álnevét is. A bordeaux-i, poitiers-i és a párizsi egyetemeken tanult, irodalomból és filozófiából szerzett diplomát. 1945-ben Nantes-be költözött, ahol a Lycée Georges-Clemenceau filozófia és irodalomtanára lett, e pozícióját 1967-es nyugdíjazásáig töltötte be. Irodalmi pályafutását több más krimiszerző munkáiról készített pastiche-ivel kezdte, amelyeket a Confidences dans ma nuit (1946) és a Nouvelles trusts dans ma nuit (1947) című  gyűjteményekben tett közzé. Ugyanebben az időszakban írta első krimijét, a L'Assassin de minuit (1945) című regényt. Narcejac a Terry Stewart álnevet használó Serge Arcouët-tel is együttműködött, amerikai thrillereket utánzó műveket jelentettek meg. Munkáikat  John-Silver Lee közös írói álnéven jelentették meg. 1947-ben egy esszét is megjelentetett L’esthétique du roman politier címen. Ez felkeltette Pierre Boileau figyelmét, levelezni kezdtek, végül 1948-ban a Prix du Roman d'Aventures díjátadó vacsoráján találkoztak, ahol Narcejac átvette a díjat La mort est du voyage című regényéért. Két évvel később kezdtek együtt írni, Boileau biztosította a művek cselekményét, Narcejac pedig a mű atmoszféráján és a szereplők jellemzésén dolgozott. 
Első közös kötetük, a L’ombre et la proie (1951)  Alain Bouccarèje álnév alatt jelent meg (anagramma Boileau-Narcejac-ra), s nagyrészt észrevétlen maradt. Második, Celle qui n'était plus (1952) című regényük hozta el az áttörést számukra, a műből később Henri-Georges Clouzot Ördöngösök (Les Diaboliques) címen thrillerfilmet rendezett. Sikerüket tovább fokozta, amikor Alfred Hitchcock 1958-ban Szédülés (Vertigo) címmel filmet készített D’entre les morts (1954) című regényükből. A szerzőpáros forgatókönyvíróként is tevékenykedett, legismertebb munkájuk Jean Redon Les yeux sans visage című regénye átdolgozása az angol Eyes Without a Face (1960) című horror számára. Et mon tout est un homme című regényük 1965-ben elnyerte a Grand Prix de l’Humour Noir-t. 1964-ban jelentették meg Le Roman policier című, a krimi műfajáról szóló elméleti tanulmányukat.
Az 1970-es években a szerzőpáros engedélyt kapott Maurice Leblanc örököseitől, hogy megírják Arsène Lupin új kalandjait. Sans Atout címmel a fiatalok számára is írtak egy sorozatot, amely egy ifjú detektív kalandjait írta le. Együttműködésük Boileau Beaulieu-sur-Mer-ben bekövetkezett halálával ért véget. Az utolsó regény, amely írásában mindketten részt vettek a J'ai été un fantôme (1989) volt. Narcejac Nizzában bekövetkezett haláláig folytatta az írást, megjelent munkáit továbbra is Boileau-Narcejac név alatt publikálta. Narcejac kétszer nősült, 1930-ban  Marie Thérèse Beret-tel, akitől két lánya, Anette és Jacqueline született; második felesége, akit 1967-ben vett el Renée Swanson volt.

## Magyarul megjelent műveik
- Az ördöngösök (ford. Rubin Péter; Albatrosz Könyvek, Magvető, Budapest, 1975, ISBN 9632701941)
- Kamaszok (ford. Szalai Anna; Albatrosz Könyvek, Magvető, Budapest, 1980, ISBN 9632712927)
- Nőstényfarkasok (ford. Németh István; Albatrosz Könyvek, Magvető, Budapest, 1984, ISBN 9631402223)
- Holt vizek (ford. Somogyi Pál László; Árkádia, Budapest, 1990, ISBN 9633071453)
- Szédülés; ford. Szegő Yvette; Pallas Stúdió, Budapest, 1999 (Klasszikus detektívregények) ISBN 9639022934
- A sötétség arcai; ford. Mihancsik Zsófia; Réz, Bp., 2004 (Vörös-fekete krimik) ISBN 9632168097
- A menekülő (novella, Éjszakai ügyelet című antológia, Kriterion, Bukarest, 1980)
- A visszatérés (fantasztikus elbeszélés, Galaktika 44., 1982)

## Fordítás
- Ez a szócikk részben vagy egészben  a   Boileau-Narcejac című angol Wikipédia-szócikk ezen változatának fordításán alapul.  Az eredeti cikk szerkesztőit annak laptörténete sorolja fel. Ez a jelzés csupán a megfogalmazás eredetét és a szerzői jogokat jelzi, nem szolgál a cikkben szereplő információk forrásmegjelöléseként.